# Darro
Le Darro est une rivière espagnole, affluent du Genil et donc un sous-affluent du Guadalquivir.
La rivière était originellement appelée Aurus, le mot latin pour désigner l'or du fait de la recherche du métal précieux sur ses berges. Le nom a été changé ensuite en Hadarro par les arabes, puis Dauro par les chrétiens. 
Darro est aujourd'hui le nom d'une municipalité locale également. La rivière est traversée par cinq ponts, elle alimente en eau le palais de l'Alhambra à travers un réseau d'aqueduc.

## Source de la traduction
- (en) Cet article est partiellement ou en totalité issu de l’article de Wikipédia en anglais intitulé « Darro (river) » (voir la liste des auteurs).